# Keskranna
Keskranna is een plaats in de Estlandse gemeente Saaremaa, provincie Saaremaa. De plaats heeft de status van dorp (Estisch: küla).
Tot in december 2014 behoorde Keskranna tot de gemeente Kaarma, tot in oktober 2017 tot de gemeente Lääne-Saare en sindsdien tot de fusiegemeente Saaremaa.

## Bevolking
Het dorp had 29 inwoners op 31 december 2011 en 34 inwoners op 31 december 2021.

## Ligging
Keskranna ligt aan de zuidkust van het eiland Saaremaa. De naam betekent ‘middelste strand’. De Tugimaantee 77, de secundaire weg van Kuressaare naar Sääre, komt door Keskranna.

## Geschiedenis
Keskranna werd in 1645 voor het eerst genoemd onder de naam Keßk Rande Hinz of Kesck Rande Hanß, een boerderij op het terrein van het landgoed Kaarma-Suuremõisa (Duits: Karmel-Großenhof). In 1798 was Keskranna een dorp geworden. In de jaren 1920-1930 vormde Keskranna met het zuidelijke buurdorp Järve één dorp, Järve-Keskranna.